# Santa Croce (sestiere)
Santa Croce je jedan od šest povijesnih sestiera u Veneciji, u Sjevernoj Italiji od 5.500 stanovnika (2007.) 

## Zemljoposne karakteristike
Santa Croce se nalazi na sjeverozapadu Venecije, to je jedini dio grada do kojeg je moguće doći automobilom do trga Piazzale Roma i okolnih parkirališta na Tronchettu. Od Santa Crocea počinje kanal Grande žila kucavica Venecije.
Santa Croce može se podijeliti na dva dijela, stariji srednjovjekovni na istoku, i noviji na zapadu koji je nastao nasipanjem zemlje u 19. i 20. stoljeću. Na novom dijelu Santa Crocea nalazi se venecijanska putnička i trajektna luka. Nova luka za prihvat velikih cruisera, izgrađena je 2009. u Tronchettu. Ona omogućuje da se putnici s tih velikih brodova prebace iz luke do Piazzale Roma za tri minute, pomoću žičare - People Mover duge 822 km.

## Povijest
Teren Santa Crocea bio je nekoć močvara Luprio, koja je vremenom isušena i naseljena. Velika promjena za život ovog kvarta bila je izgradnja ceste do Mestrea u travnju 1933.

## Znamenitosti Santa Crocea
Većina atrakcija Santa Crocea nalazi se u starijem istočnom dijelu grada, to su; crkve San Nicolo da Tolentino, San Giacomo dell'Orio, Fondaco dei Turchi i palača Ca'Corner della Regina.

## Vanjske poveznice
- Il sestiere Santa Croce
- Il sestiere Santa Croce